# Игнатьевская (Архангельская область)
Игна́тьевская — деревня в Виноградовском районе Архангельской области. Входит в состав Борецкого сельского поселения.

## География
Деревня находится в центральной части Архангельской области, на расстоянии примерно 75 км (по прямой) к юго-востоку от посёлка Березник, административного центра района.

### Часовой пояс
Деревня Игнатьевская, как и вся Архангельская область, находится в часовой зоне МСК (московское время). Смещение применяемого времени относительно UTC составляет +3:00.

## Население
| 2002 | 2010 | 2012 |
| ---- | ---- | ---- |
| 37   | ↘35  | ↘34  |

### Национальный состав
Согласно результатам переписи 2002 года, в национальной структуре населения русские составляли 100 % из 36 чел.